# Districte de Caors
El districte de Cahors és un dels tres districtes del departament francès de l'Òlt, a la regió d'Occitània. Té 13 cantons i 135 municipis. El cap del districte és la prefectura de Caors

## Cantons
- cantó de Caors-Nord-Est
- cantó de Caors-Nord-Oest
- cantó de Caors-Sud
- cantó de Castèlnau de Montratièr
- cantó de Catús
- cantó de Casals
- cantó de L'Albenca
- cantó de Lausès
- cantó de Limonha de Carcin
- cantó de Lusèg
- cantó de Montcuc
- cantó de Puèg l'Avesque
- cantó de Sent Juèli